# NGC 3603
NGC 3603 és un cúmul obert d'estels i una regió H II situat en el braç espiral de Carina-Sagitari, a la Via Làctica, a uns
20.000 anys llum de distància del sistema solar. Aquest cúmul va ser descobert per John Frederick William Herschel el 1834.
El cúmul està envoltat per una estructura complexa de gas neutre, ionitzat (plasma), molecular i pols,
conformant una regió H II, i és al seu torn una regió de formació activa d'estels. HD 97950 és l'estel central del cúmul estel·lar, una de les concentracions d'estels massius més importants de la Via Làctica. La potent radiació ultraviolada i els vents estel·lars han desplaçat al gas i la pols, fet que permet tenir una visió integral del cúmul.
NGC 3603 es pot observar en telescopis afeccionats com una petita i insignificant nebulositat amb un tint vermellós a causa dels
efectes de l'absorció interestel·lar. Els estudis òptics de la dècada de 1960 van coincidir amb les primeres observacions radioastronòmiques les quals van mostrar que era una font tèrmica extremadament potent. NGC 3603 és considerat un exemple de brot estel·lar (starburst, en anglès), concepte introduït de l'observació d'altres galàxies amb regions de formació estel·lar on la taxa de formació d'estels excedeix la mitjana de la galàxia en alguns ordres de magnitud.
Sher 25 és un dels estels de NGC 3603 i posseeix una nebulosa molt distintiva, amb forma de rellotge de sorra. Els astrònoms sospiten que aquesta
nebulosa és material ejectat enriquit en nitrogen durant la seva evolució cap a la fase de supergegant blava i guarda moltes similituds amb la nebulosa que existia al voltant de l'estel Sanduleak -69° 202a, l'estrella progenitora de la supernova SN 1987A en el Gran Núvol de Magalhães.

## Galeria

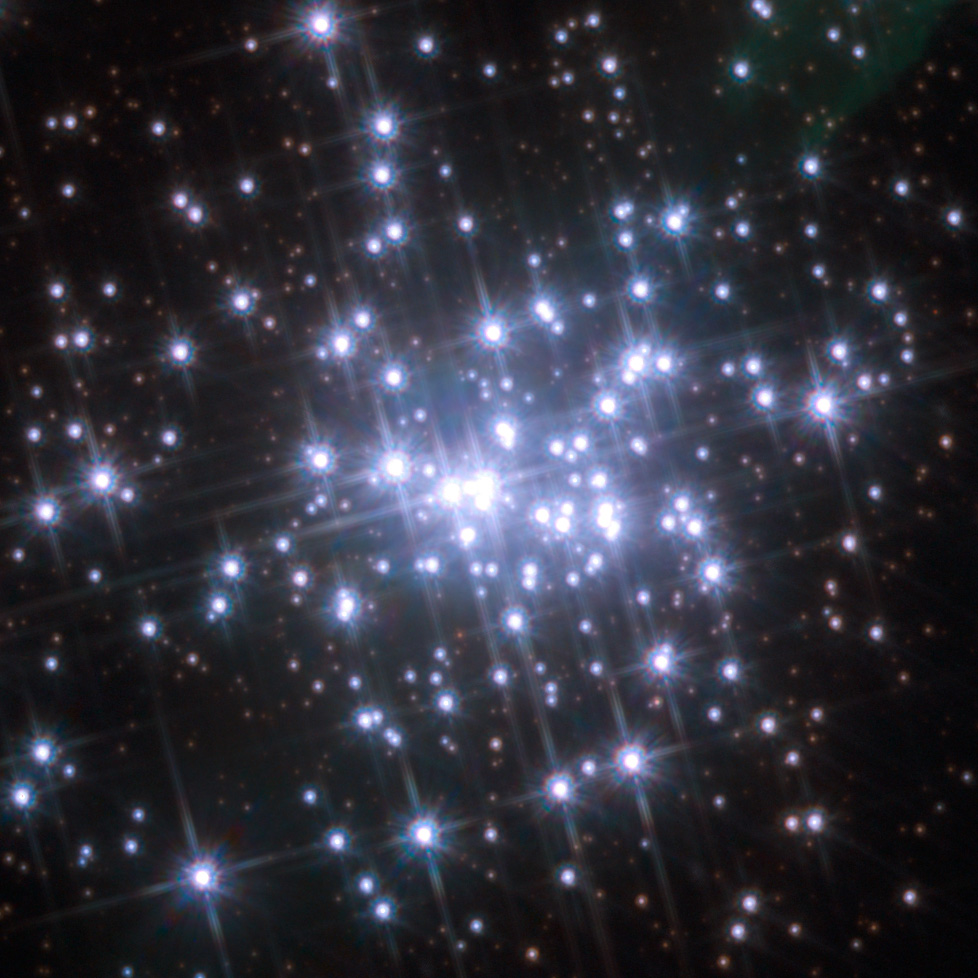
El nucli del cúmul estel·lar de NGC 3603 vist en gran detall amb la Càmera de Camp Ampliat 2 (WFPC2) del Telescopi Espacial Hubble.
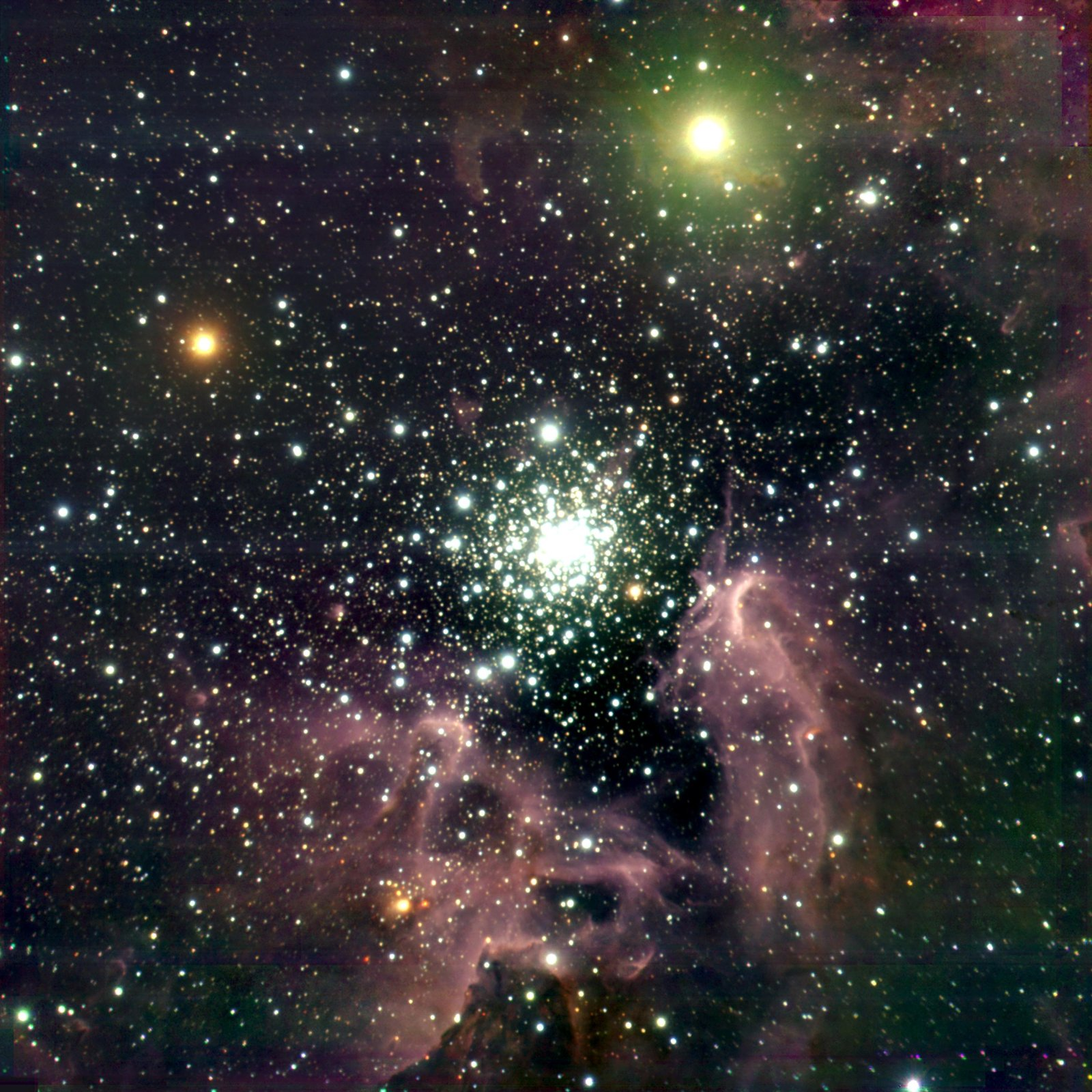
Imatge de la regió de NGC 3603 obtinguda en tres bandes de l'infraroig proper (filtres Js, H i Ks) amb la càmera ISAAC del telescopi VLT.
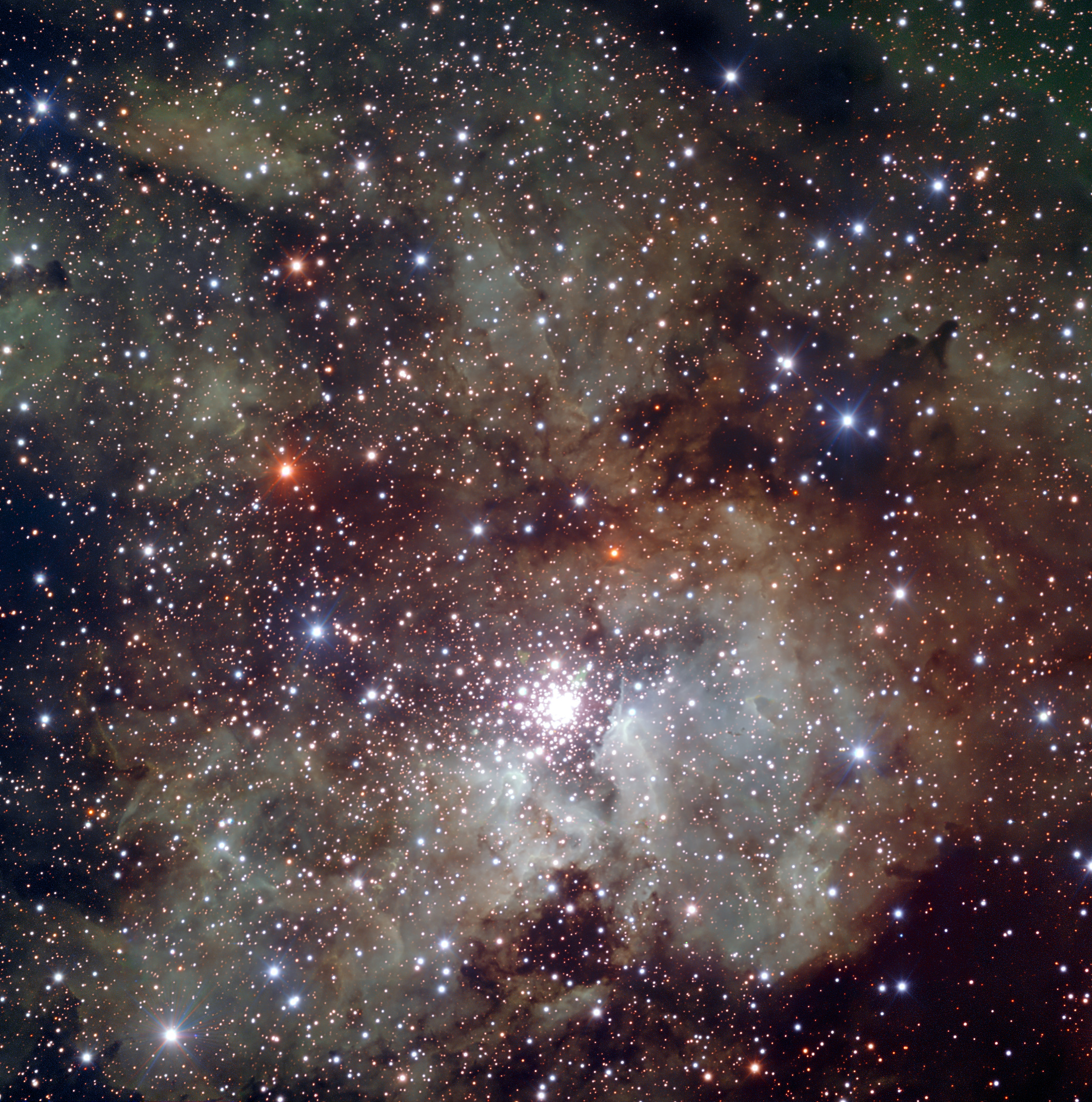
La imatge obtinguda amb la càmera òptica FORS del telescopi VLT, és una combinació de tres exposicions adquirides en les bandes V, R i I.